# Pilinhue
Pilinhue es un caserío rural de origen Mapuche localizado en la comuna de Panguipulli, ubicado a la ribera sur del Lago Calafquén, el cual se subdivide en Pilinhue Alto y Pilinhue Bajo.
En Pilinhue Bajo se encuentra la Escuela Particular Pilinhue.

## Controversia cultural
En mayo de 2015 con las mejoras a la Ruta 201 CH, trabajadores de la empresa constructora encontraron vestigios arqueológicos, lo que significó la paralización temporal de las obras en el camino. Sin embargo, la comunidad mapuche exigió a las autoridades su derecho a conservar las piezas de sus antepasados haciendo referencia al Convenio OIT 169.

## Accesibilidad y transporte
Pilinhue se encuentra a 25,6 km de la ciudad de Panguipulli a través de la Ruta 203.